# George Arthur Thomas
George Arthur Thomas, britanski general, * 1906, † 1992.